# Ким Гван Сон (тяжелоатлет)
Ким Гван Сон (кор. 김광선?, 金光成?; р.19 февраля 1992 года) — тяжелоатлет из КНДР, многократный призёр чемпионатов мира.
Родился в 1992 году. В 2012 году стал чемпионом Азии среди юниоров. В 2013 году стал серебряным призёром чемпионата мира и бронзовым призёром чемпионата Азии. В 2014 году завоевал серебряную медаль Азиатских игр.
21 декабря 2015 года Ким Гван Сон был лишен серебра чемпионата мира в Хьюстоне и дисквалифицирован на 4 года после того, как допинг-тест спортсмена дал положительный результат на летрозол, как и у других северокорейских тяжелоатлетов (Ким Ын Гук и Рё Ын Хи).

## Спортивные результаты
| Год  | Соревнование                 | Место проведения | Весовая категория | Рывок  | Толчок | Сумма двоеборья | Место |
| 2012 | Чемпионат Азии среди юниоров | Янгон            | до 77 кг          | 150 кг | 180 кг | 330 кг          | 1     |
| 2013 | Чемпионат Азии               | Астана           | до 77 кг          | 164 кг | 191 кг | 355 кг          | 3     |
| 2013 | Клубный чемпионат Азии       | Пхеньян          | до 77 кг          | 155 кг | 191 кг | 346 кг          | 2     |
| 2013 | Чемпионат мира               | Вроцлав          | до 77 кг          | 163 кг | 196 кг | 359 кг          | 2     |
| 2014 | Азиатские игры               | Инчхон           | до 77 кг          | 168 кг | 195 кг | 363 кг          | 2     |
| 2014 | Чемпионат мира               | Алматы           | до 77 кг          | 163 кг | 200 кг | 363 кг          | 2     |
| 2015 | Чемпионат мира               | Хьюстон          | до 77 кг          | 171 кг | 201 кг | 372 кг          | DSQ   |